# Itumeleng Duiker
Itumeleng Duiker (ur. 16 stycznia 1972) – botswański piłkarz grający na pozycji pomocnika. W swojej karierze rozegrał 29 meczów i strzelił 4 gole w reprezentacji Botswany.

## Kariera klubowa
Swoją karierę Duiker rozpoczął w klubie Extension Gunners FC. W sezonie 1991 zadebiutował w jego barwach w pierwszej lidze botswańskiej. W sezonach 1992, 1993 i 1994 trzykrotnie został mistrzem Botswany, a w 1992 roku zdobył też Puchar Botswany. W sezonie 1998/1999 grał w południowoafrykańskim Dynamos FC. W 1999 roku wrócił do Extension Gunners FC, a w 2002 roku zakończył w nim swoja karierę.

## Kariera reprezentacyjna
W reprezentacji Botswany Duiker zadebiutował 23 stycznia 1990 w zremisowanym 0:0 towarzyskim meczu z Tanzanią. Od 1990 do 2000 wystąpił w kadrze narodowej 29 razy i strzelił 4 gole.